# Ricsige de Northumbria
Ricsige (también llamado Ricsy, Ricsi o Ricsig) fue rey de Northumbria desde 873 hasta 876. Se convirtió en rey después de que Ecgberht I fuera derrocado y huyera, con el arzobispo de York Wulfhere, al Reino de Mercia.

## Biografía
En 872, Northumbria se rebeló contra el Gran ejército pagano y sus colaboradores. Los northumbrios expulsaron a Ecgberht I de Northumbria y a Wulfhere de York. Tras la muerte de Ecgberht en 873, Ricsige se convirtió en rey de Northumbria y restauró a Wulfhere como arzobispo de York.
La Crónica anglosajona informa de que el Gran ejército pagano llegó al norte para luchar contra los northumbrios en 873. Halfdan Ragnarsson partió de Repton en 875, poniendo Northumbria bajo su dominio y destruyendo todos los monasterios. Halfdan dividiría la tierra al año siguiente entre sus seguidores y Ricsige moriría ese mismo año por un corazón roto, según el Flores Historiarum.

## En la cultura popular
En 2020, Ricsige apareció en el videojuego de Ubisoft Assassin's Creed Valhalla, ejerciendo como rey de Northumbria por obra de Halfdan Ragnarsson tras la deposición de Ecgberht.